# Warrior - La guerra in casa
Warrior - La guerra in casa (Kriger) è una serie televisiva danese diretta da Christoffer Boe. È trasmessa dall'8 ottobre 2018 su TV 2.
In Italia, la serie è stata interamente pubblicata il 13 novembre 2018 su Netflix.

## Trama
CC, un ufficiale dell'esercito danese veterano di guerra, afflitto dal senso di colpa per la morte del suo migliore amico Peter nell'ultima missione compiuta, accetta, su richiesta della vedova e funzionario di polizia Louise, di infiltrarsi sotto copertura all'interno di una banda criminale di motociclisti.

## Episodi
| Stagione       | Episodi | Prima TV Danimarca | Pubblicazione Italia |
| -------------- | ------- | ------------------ | -------------------- |
| Prima stagione | 6       | 2018               | 2018                 |